# Bert Hellinger

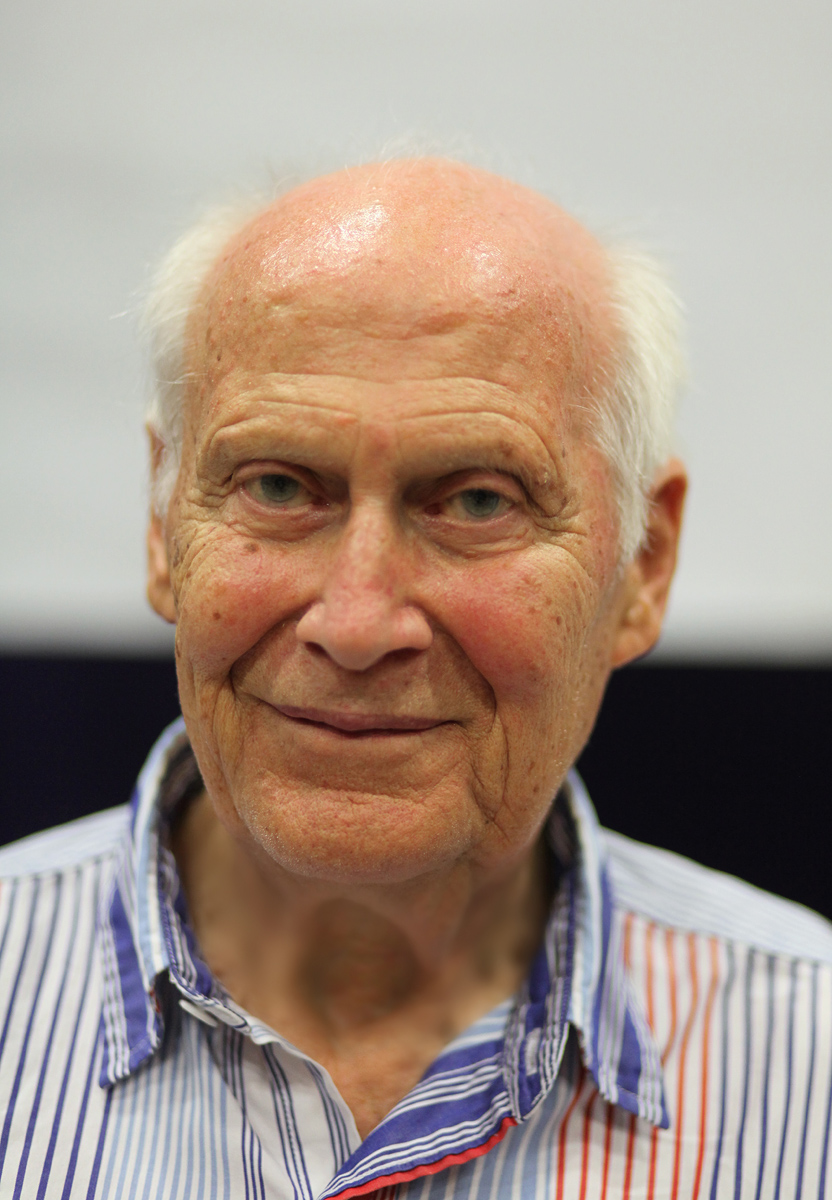
Bert Hellinger, 2011

Bert Hellinger (bürgerlich Anton Hellinger; * 15. Dezember 1925 in Leimen; † 19. September 2019 in Bischofswiesen) war ein deutscher Buchautor, Psychoanalytiker und „Familientherapeut“. 1952 zum Priester geweiht, war er viele Jahre lang Leiter einer südafrikanischen Missionsschule. Ab den späten 1970er Jahren entwickelte er, unter Abwandlung von Methoden der systemischen Familientherapie, mit seiner Form der Familienaufstellung eine von ihm selbst als „Lebenshilfemethode“ bezeichnete Gruppenarbeit. Bei der Aufstellungsmethode nach Hellinger handelt es sich nicht um ein eigenständiges Verfahren der Psychotherapie. Das zugrunde liegende Konzept und Hellingers Umgang mit Klienten sind stark umstritten.

## Leben
Hellinger studierte Philosophie, Katholische Theologie und Pädagogik. 1952 erhielt er die Priesterweihe, anschließend arbeitete er bis 1968 als Leiter einer katholischen Missionsschule in Südafrika. Als Ordensmitglied der Kongregation der Mariannhiller Missionare führte Hellinger den Namen Suitbert, abgekürzt als „Bert“. Diesen Kurznamen behielt er auch nach seinem Ordensaustritt und der Niederlegung seines Priesteramtes 1971 bei.
Anschließend ging er 1971 eine erste Ehe ein. Mit seiner zweiten Frau Maria-Sophie Hellinger-Erdödy zog er vorübergehend in eine Mietwohnung in der ehemaligen Kleinen Reichskanzlei in Stanggaß ein, einem Ortsteil von Bischofswiesen im Landkreis Berchtesgadener Land, wo sich einst Arbeitsräume Adolf Hitlers befunden hatten, was Kritik in der Presse auslöste.

## Ausbildung
Nach seiner Rückkehr aus Südafrika absolvierte Bert Hellinger eine psychoanalytische Ausbildung (1968–1972). Er stellte sich einer psychoanalytischen Lehranalyse und absolvierte zahlreiche Aus- und Weiterbildungen in verschiedenen Bereichen der Psychotherapie. Die Anerkennung seiner psychoanalytischen Ausbildung sei ihm allerdings von der Psychoanalytischen Vereinigung verweigert worden, nachdem er wohlwollend über den unkonventionellen und umstrittenen Analytiker und Psychologen Arthur Janov referiert hatte.
1982 wurde Hellingers psychoanalytische Ausbildung von der Münchner Arbeitsgemeinschaft für Psychoanalyse M.A.P. anerkannt.
Hellinger ging in die USA und absolvierte Kurse u. a. in Primärtherapie bei Arthur Janov, in Provokativer Therapie bei Frank Farrelly und in Hypnosetherapie bei Jeff Zeig, Stephen Lankton und Stephen Gilligan. Er war tätig als Lehrtherapeut für Transaktions- und Skriptanalyse.
Besondere Bedeutung für Hellinger hatten die Gruppendynamik, die therapeutische Arbeit von Leslie B. Kadis und Ruth McClendon aus den USA, die Familientherapie von Salvador Minuchin (geb. 1923), Jay Haley (Perverses Dreieck) und Iván Böszörményi-Nagy (1920–2007), die Skriptanalyse von Eric Berne (1910–1970) und die lösungsorientierten Ansätze des Hypnotherapeuten Milton H. Erickson (1901–1980).

## Geschichte
Mit der ersten Publikation zu Hellingers Familienstellen „Zweierlei Glück“, 1993 herausgegeben von Gunthard Weber, entstand vermehrtes Interesse für seine Arbeit. 1994 gründete Gunthard Weber (Heidelberger Schule) die Septembergruppe (25 Personen) in Krähberg/Odenwald. Diese Gruppe bildete den organisatorischen Kern für die nachfolgenden Hellinger-Gruppen und -Vereine:
- 1995 Gründung der Internationale Arbeitsgemeinschaft für systemische Lösungen nach Bert Hellinger IAG
- 2000 Gründung der Internationalen Arbeitsgemeinschaft Systemische Lösungen nach Bert Hellinger (IAG e. V.) als gemeinnütziger Mitgliederverein
- 2004 Gründung der vereinseigenen GfS(D)gGMbH
- 2005 Umbenennung des Vereins in Deutsche Gesellschaft für Systemaufstellungen – Internationale Arbeitsgemeinschaft nach Bert Hellinger e. V.
- Ende 2007 Umbenennung der DGfS-IAG in Deutsche Gesellschaft für Systemaufstellungen e. V. (DGfS)[10]

Der 1. Internationale Aufstellerkongress wurde 1997 in Wiesloch durchgeführt, die 1. Ausgabe der Zeitschrift Praxis der Systemaufstellung erschien 1998.

## Methode
Bei der klassischen Familienaufstellung nach Hellinger werden vom Aufstellenden möglichst Männer für Männer und Frauen für Frauen aus dem Kreis der Anwesenden stellvertretend für Familienmitglieder räumlich so angeordnet, dass sie der subjektiven Wirklichkeit des Klienten entsprechen. Daraus resultiere die Möglichkeit, das (vom Klienten) subjektiv erlebte Beziehungsgeflecht innerhalb seines (aufgestellten) Systems wahrzunehmen und Verstrickungen (dysfunktionale Beziehungskonstellationen) zu erkennen. Familienaufstellung bringe etwas „Verborgenes“ ans Licht, das sich jenseits von Manipulation und bewusstem Hintergrundwissen zeigen könne. Bei Aufstellungen sei immer wieder zu beobachten, dass Stellvertreter recht genaue Auskunft über Befindlichkeiten von vertretenen Personen geben können. Nach Bert Hellinger war das Familienstellen zunächst nur eine Methode, um festzustellen, wie die Beziehungen in einer Familie beschaffen sind und was dort wirkt. Es war in erster Linie zielneutral. Der Hauptfokus der Methode richtet sich weniger auf den Aufstellenden selbst als vielmehr auf die Beziehungen unter den Beteiligten seines Systems. Maßgeblich für Lösungen sei die Identifikation der unterschiedlichen Kategorien von Gewissen, die in Systemen wirken.
Für Hellinger stellten Aufstellungen nicht primär eine therapeutische Methode dar, sondern sind ein Werkzeug, welches in vielen Bereichen zu sinnvollem Einsatz kommen könne. Später sprach Hellinger davon, dass er selbst in seiner Arbeit „Lebenshilfe“ leiste, Hilfe für Betroffene, über einen veränderten Zugang zu einem besseren Leben zu kommen. Einen psychotherapeutischen Anspruch lehnte er zuletzt ab. Hellinger bezeichnete sein weiterentwickeltes Aufstellungsformat als „Neues“ oder „Geistiges Familienstellen“.
Die von Hellinger bei Familienaufstellungen entwickelten Vorgehensweisen wurden seit den 1990er Jahren auch auf andere Systeme (Arbeitsteams und Organisationen) übertragen und werden in allgemeinem Kontext systemische Aufstellungen oder Systemaufstellungen genannt. Aufstellungen im Unternehmenskontext werden als Organisationsaufstellungen bezeichnet. Ferner können innerhalb von Systemaufstellungen auch abstrakte Begriffe, z. B. „die Krankheit“, „das Hindernis“ (repräsentierend durch Stellvertreter) aufgestellt werden.
Bert Hellinger hat sich vom Versuch einer Verwissenschaftlichung seiner Methode distanziert. 1999 gründete er mit der Unternehmerin Maria-Sophie Erdödy eine „Hellingerschule“, 2002 erfolgte die Eheschließung. Der Arbeitsschwerpunkt liegt seither auf einer Weiterentwicklung, dem so genannten „geistigen Familienstellen“. Dadurch sei es möglich, durch ein „Gehen mit dem Geist“ sich jener Bewegung anzuschließen, die hinter allen Bewegungen wirke. Dadurch könne man sich allem in gleicher Weise zuwenden, so wie es sei.
Der Sitz der Hellinger Sciencia GmbH & CO. KG wurde 2022 nach Bad Reichenhall verlegt.

## Hellingers Grundkonzept
Hellinger postulierte als systemische Grundbedürfnisse des Menschen die drei Bereiche Ausgleich, Ordnung, Bindung (Zugehörigkeit). Nach eigenen Angaben war sein maßgebliches Verdienst zur systemischen Aufstellungsarbeit bloß das Erkennen der Wesentlichkeit des Bereichs der Zugehörigkeit – dass niemand aus dem System von der Zugehörigkeit (zum System) ausgeschlossen werden darf. Kritisiert wurde Hellinger besonders wegen seiner Vorstellung einer patriarchal geordneten Familie, in der die Eltern stets Gebende, die Kinder stets Nehmende seien und deshalb die Eltern ehren müssten, um gesund zu bleiben. Die von Hellinger aufgestellte These hinsichtlich der Korrelation Ordnung/Krankheit wird u. a. von Klaus Weber kritisiert. Das Konzept hierarchischer Ordnung übernahm Hellinger von früheren Familientherapeuten (vgl. Parentifizierung). Über die Einhaltung dieser drei systemischen Grundbedürfnisse wache einerseits das individuale (gute/schlechte), andererseits ein kollektives (Gruppen- bzw. System-)Gewissen. Auf einer spirituellen Ebene spricht Hellinger noch von einer dritten Form des Gewissens, dem Gewissen einer „großen Seele“. Erst auf dieser dritten Ebene unterscheidet Hellinger nicht mehr zwischen Opfern und Tätern. Diese Nichtunterscheidung von Opfern und Tätern führte insbesondere im Rahmen der deutschen Schuld aus der Zeit des Nationalsozialismus zu Kritik an Hellinger, die moralische Nichtunterscheidung von Opfern und Tätern bei Vergewaltigungen führt insbesondere bei Feministinnen zu Bestürzung und Empörung. Hellingers Ordnungskonzept der Familie wird gemeinhin als traditionell und patriarchal eingestuft. Die Therapeutin Eva Madelung weist darauf hin, dass Hellinger „sein“ Bild der Ordnung weder als grundsätzlich starr noch als normativ versteht.

## Rezeption

### Kritik an der Methode
Hellingers Methode hatte Ende 2003 etwa 2000 praktizierende Anhänger, ist aber seit 2002 in Fachkreisen wie in der breiteren Öffentlichkeit stark umstritten. Hellinger wurde vorgeworfen, bei seinen öffentlichen Familienaufstellungen gegen zahlreiche Regeln psychotherapeutischen Arbeitens verstoßen zu haben, im Anschluss seine Klienten allein gelassen zu haben und ihnen nicht geholfen zu haben, ihre Eindrücke und oft starke emotionale Anspannung angemessen zu verarbeiten. Zudem handele es sich um keine anerkannte Form der Psychotherapie, sei zur Behandlung psychischer Störungen ungeeignet, wissenschaftlich unbelegt und berge erhebliche Risiken.
Der Psychotherapeut Michael Utsch differenziert wie folgt: „Im beraterischen und therapeutischen Bereich sieht es anders aus. Hier gibt es einige Fachleute, die das Hellingersche Familienstellen ergänzend in ihre Behandlung mit einbeziehen. […] Als diagnostisches Hilfsmittel kann sie [die Familienaufstellung] in erfahrenen Händen hilfreich sein, als rigoroses Deutungsinstrument hingegen auch gefährlich werden.“
Ein Problem der Hellinger’schen Methode war, dass sie lange Zeit kaum nach einem ausgearbeiteten Lehrkonzept verschult und vermittelt wurde und einige tausend Familienaufsteller dies letztlich mehr oder weniger nach eigenem Gutdünken durchführ(t)en. Viele Aufsteller geben heute noch „Familienaufstellung nach Hellinger“ an, obwohl sie weder relevante Aufstellungsvideos studierten noch persönlich bei Hellinger lernten, was von Colin Goldner ebenfalls kritisiert wurde.
In einem ZEIT-Dossier vom 21. August 2003 beschrieb Martin Buchholz den typischen Ablauf einer Familienaufstellung bei Hellinger (Zitate im Zitat von H.): „In einem kurzen Vorgespräch schildert der Klient dem Aufsteller sein Problem. Eine Anamnese zur persönlichen Lebens- und Krankheitsgeschichte ist nicht gefragt. Der Therapeut interessiert sich ausschließlich für 'wichtige Ereignisse' in der Familiengeschichte des Patienten. Was ‚wichtig‘ ist, entscheidet der Aufsteller. Gab es Trennungen, Scheidungen oder Selbstmorde? Abgetriebene oder tot geborene Kinder? Kriegsopfer oder sonstige früh verstorbene Ahnen? Kurz: Wo liegen die vergessenen oder verdrängten Leichen im Keller der Sippschaft? ‚Ein Aufsteller nach Hellinger‘ wird solange suchen, bis er ein solches ‚missachtetes‘ Familienmitglied in der Verwandtschaft des Klienten aufgespürt hat. (...) Jede Familie habe eine Seele, die alle Mitglieder schicksalhaft verbinde, glaubt Hellinger. Deshalb dürfe man in einer Familie niemanden ausschließen. Das bestrafe die ‚Familienseele‘ mit Krankheiten für die engsten Angehörigen oder Nachkommen, die sich nun unbewusst mit dem bösen Schicksal dieses Ausgeschlossenen identifizieren würden. (...) Hilfe für den ‚verstrickten‘ Klienten naht erst dort, wo die ‚Ordnungen der Liebe‘ wiederhergestellt werden, ein hierarchisch strukturiertes Familiensystem, das Hellinger als heilsam erkannt haben will...“ (Anfang 2004 wurden rd. 2.000 Hellinger-Therapeuten höchst unterschiedlicher Reputation gezählt).
Auf der anderen Seite wird nach wie vor, auch von seriösen Therapeuten und Ärzten, die klassische (statischere) Familienaufstellung nach Hellinger praktiziert, dies aber in erster Linie im Rahmen eines umfassenden therapeutischen Konzeptes. Nach der ursprünglichen Methode (klassische Familienaufstellung nach Hellinger) werde eher hinterfragt, werden Hypothesen überprüft und werde dementsprechend sorgfältig vorbereitet. In Fachkreisen ist dies gewürdigt worden, so von Arist von Schlippe und Jochen Schweitzer im Lehrbuch der systemischen Therapie und Beratung.

### Kritik an der Person
„Übrigens werfen die Systemiker in Deutschland Hellinger vor, er sei nicht systemisch, und die Familientherapeuten werfen ihm vor, er arbeite nicht mit Familien; und die Hypnotherapeuten kritisieren ihn dafür, wie er die therapeutische Trance einsetzt, und die Analytiker dafür, daß er nicht analytisch vorgehe. Trotzdem macht er einfach weiter und versucht so gut er kann, Menschen in ihrer Not zu helfen.“

In Deutschland begann 2002, insbesondere mit einem Artikel des Spiegel (von Beate Lakotta), eine kritische Darstellung Hellingers und seiner Arbeit durch unterschiedliche Medien. Als die in der Öffentlichkeit prominent auftretenden kritischen Experten zu Hellinger und seiner Arbeit zählen der klinische Psychologe Colin Goldner und der Psychologieprofessor Klaus Weber. Beide halten Hellingers „Lehre“ für „an faschistischem Gedankengut anknüpfend“. Eine häufig zitierte Textstelle, die sich in Hellingers Schrift Gottesgedanken (2004) befindet und auf Adolf Hitler bezogen ist, wirkt diesbezüglich nicht entlastend: „Wenn ich dich achte, achte ich auch mich. Wenn ich dich verabscheue, verabscheue ich auch mich. Darf ich dich dann lieben? Muss ich dich vielleicht lieben, weil ich sonst auch mich nicht lieben darf?“ Sogar der damals Vorsitzende der Systemischen Gesellschaft, Arist von Schlippe, prangerte per offenem Brief Hellinger diesbezüglich an (was von zahlreichen Medien und Autoren im In- sowie Ausland als Argument gegen Hellinger übernommen wurde), stellte aber in seinem zweiten offenen Brief klar: „Für mich ist Bert kein Nazi, auch kein Faschist und sein Denken kein Wegbereiter ‚brauner‘ Weltanschauung.“, und dass seine eigentliche Kritik seiner „systemischen Verantwortung“ entsprang.
Der Psychoanalytiker Micha Hilgers (2003) hält Hellingers Methodik für „unverständlich“ und wirft ihm vor: „Mit einer Mischung aus theologischen Phrasen und mystizistischen Geschichten, einfachen Wahrheiten und absoluten (gelegentlich auch absurden) Werturteilen behauptet Bert Hellinger, umfassende Hilfe für alles und jeden bieten zu können. Respekt und Demut gegenüber Eltern und Familienangehörigen fordernd, behandelt Hellinger seine Patienten anmaßend und unverschämt, respektlos und in der Attitüde des Allwissenden.“ Stavros Mentzos – ebenfalls Psychoanalytiker – schreibt 2006, das Bild der überheblichen, für die Patienten gefährlichen Autorität Hellingers werde häufig vermittelt. Er könne dem, obwohl für ihn wenige verdächtige Momente bestehen, aber nicht grundsätzlich zustimmen.
Die Systemische Gesellschaft bewertete im Juli 2004 in ihrer Potsdamer-Erklärung Hellingers Praxis zum großen Teil negativ:
„Heute sehen wir jedoch den Punkt gekommen, an dem nicht nur wesentliche Teile der Praxis von Bert Hellinger – und vieler seiner Anhänger –, sondern auch viele seiner Aussagen und Vorgehensweisen explizit als unvereinbar mit grundlegenden Prämissen systemischer Therapie anzusehen sind, etwa
- die Vernachlässigung jeder Form von Auftragsklärung und Anliegenorientierung
- die Verwendung mystifizierender und selbstimmunisierender Beschreibungen («etwas Größeres», «in den Dienst genommen» u. ä.)
- die Nutzung uneingeschränkt generalisierter Formulierungen und dogmatischer Deutungen («immer, wenn», «schlimme Wirkung», «mit dem Tode bestraft», «der einzige Weg», «das Recht verwirkt» u. ä.).
- der Einsatz potentiell demütigender Interventionen und Unterwerfungsrituale
- die angeblich zwingende Verknüpfung der Interventionen mit bestimmten Formen des Menschen- und Weltbildes (etwa in Bezug auf Genderfragen, Elternschaft, Binationalität u. a.)
- die Vorstellung, über eine Wahrheit verfügen zu können, an der eine Person mehr teilhaftig ist als eine andere. Dies führt zu der Verwendung verabsolutierender Beschreibungsformen und impliziert, dass keine partnerschaftliche Kooperationsbeziehung angestrebt wird.“

Die in dieser Potsdamer-Erklärung enthaltenen Vorwürfe werden von Wilfried Nelles in Die Hellinger-Kontroverse einzeln kritisch behandelt. Gunthard Weber unterschrieb diese Potsdamer-Erklärung nicht, da er Hellingers Verdienste zur Aufstellungsarbeit darin in unzureichender Weise gewürdigt verstand.
Eine Vielzahl von Familienstellern, Therapeuten, Journalisten haben sich von Hellinger (mehr oder weniger halbherzig) distanziert wie 2003 auch die Deutsche Gesellschaft für Systemische Therapie und Familientherapie (DGSF), die Hellingers Methoden als ethisch nicht vertretbar und gefährlich für die Betroffenen beurteilt.

## Ehrungen
2014 erhielt er die Ehrenbürgerschaft von Mexiko-Stadt, 2019 die von São Paulo.

## Werke (Auswahl)
- Gunthard Weber (Hrsg.): Zweierlei Glück. Die systemische Psychotherapie Bert Hellingers. Carl-Auer, Heidelberg 1995, ISBN 3-89670-197-5.
- Ordnungen der Liebe. Carl-Auer, Heidelberg 1996, ISBN 3-89670-215-7.
- Mit Gabriele ten Hövel: Anerkennen, was ist. Gespräche über Verstrickung und Heilung. Kösel, Köln 1996, ISBN 3-466-30400-8.
- Mit der Seele gehen. Herder, Freiburg 2001, ISBN 3-451-27579-1.
- Ordnungen des Helfens. Ein Schulungsbuch. Carl-Auer, Heidelberg 2003, ISBN 3-89670-421-4.
- Gedanken unterwegs. Kösel, Köln 2003, ISBN 3-466-30642-6.
- Gottesgedanken. Ihre Wurzeln und ihre Wirkung. Kösel, Köln 2004, ISBN 3-466-30656-6.
- Rachel weint um ihre Kinder. Familien-Stellen mit Überlebenden des Holocaust in Israel. Vorwort: Haim Dasberg. Herder, Freiburg 2004, ISBN 3-451-05443-4.
- Wahrheit in Bewegung. Herder, Freiburg 2005, ISBN 3-451-28480-4.
- Mit Gabriele ten Hövel: Ein langer Weg. Gespräche über Schicksal, Versöhnung und Glück. Kösel, Köln 2005, ISBN 3-466-30694-9.

## Lehrbücher, die sich teilweise auf Hellinger beziehen
- Arist von Schlippe, Jochen Schweitzer: Lehrbuch der systemischen Therapie und Beratung I. Das Grundlagenwissen. 2. (komplett überarbeitete) Auflage, Vandenhoeck und Ruprecht, Göttingen 2013 (Erstausgabe 1996). ISBN 978-3-525-40185-9.
- Arist von Schlippe, Jochen Schweitzer: Lehrbuch der systemischen Therapie und Beratung II. Das störungsspezifische Wissen. 5. Auflage, Vandenhoeck & Ruprecht, Göttingen 2014 (Erstausgabe 2006), ISBN 978-3-525-46256-0.